# Ligetfalva
Ligetfalva là một thị trấn thuộc hạt Zala, Hungary. Thị trấn này có diện tích 4,73 km², dân số năm 2010 là 55 người, mật độ 12 người/km².